# Ochropleura senescens
Ochropleura senescens är en fjärilsart som beskrevs av Emilio Berio 1962. Ochropleura senescens ingår i släktet Ochropleura och familjen nattflyn. Inga underarter finns listade i Catalogue of Life.